# Lapulapu

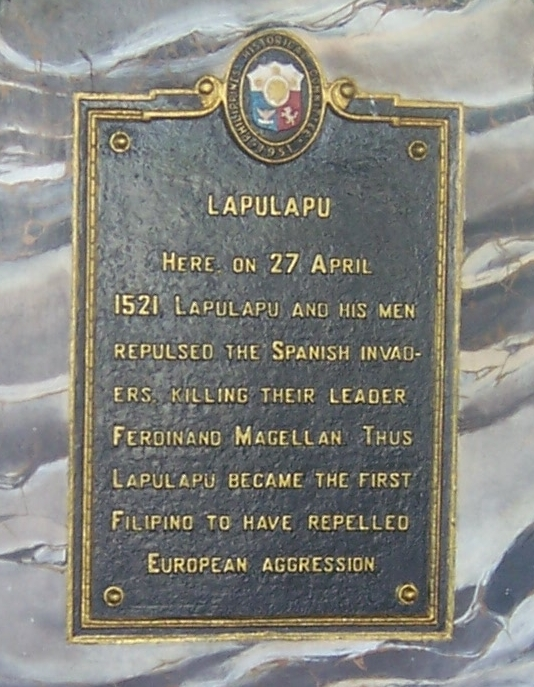
Placa comemorativa da vitória de Lapulapu na batalha de Mactan.

Lapulapu, Çilapulapu, Si Lapulapu, Salip Pulaka Kali Pulako ou Cali Pulaco (1491-1542) foi um datu (chefe) da ilha de Mactán, nas Filipinas. Ele é considerado pelos filipinos, em retrospecto, como o primeiro herói das ilhas, por assassinar Fernão de Magalhães e seus homens, em resistência à colonização espanhola. 

## Biografia
Antes de os espanhóis chegarem ao arquipélago de Máctan, ele se tornou, junto com Zula, um dos dois datus (chefes) de ilha. 
Em 16 de março de 1521, a expedição de Fernão de Magalhães chegou às Filipinas. Na ilha de Cebu, Magalhães conseguiu uma aliança com de rajá Humabon e começa a subjugar com sucesso os habitantes. Humabon e sua esposa receberam nomes cristãos e foram batizados como Carlos e Juana, em homenagem a Carlos I da Espanha e sua mãe Joana I de Castela. Mais tarde, cerca de setecentos ilhéus foram batizados.
Magalhães logo ouve falar de Lapulapu, um chefe nativo da ilha vizinha de Mactán, rival de Humabon. Acredita-se que Humabón e Lapulapu tenham lutado pelo controle do comércio florescente na área. Enquanto Zula prestava homenagem ao rei da Espanha, Lapulapu recusou.

Na manhã de 27 de abril de 1521, Magalhães, junto com outros 48 soldados espanhóis, desembarcou na ilha de Mactán para subjugar Lapulapu. Magalhães acabou morto e suas tropas derrotadas por 1.500 guerreiros, no que é conhecido como a Batalha de Mactan. Em histórias e filmes , as pessoas querem acreditar que foi o próprio Lapulapu quem matou Magalhães, no entanto, muitos historiadores espanhóis concordam que foi uma multidão de guerreiros que o atacaram, como conta Antonio Pigafetta, que argumentou que a derrota se deveu a vantagem numérica.